# 哈通維斯卡納山
13°10′28″S 71°59′26″W / 13.17444°S 71.99056°W
哈通維斯卡納山（Jatun Huiscana），是秘魯的山峰，位於該國東南部庫斯科大區，由卡爾卡省的拉雷斯區負責管轄，屬於烏魯潘帕山脈的一部分，海拔高度約4,600米。